# 內爾斯地
內爾斯地（丹麥語：Nares Land）是格陵蘭北面的島嶼，位於林肯海，長75公里、寬30公里，面積1,466平方公里，是格陵蘭第八大島嶼，最高點海拔高度1,067米，島上無人居住。